# 前231年
| 千纪： | 前1千纪 |
| 世纪： | 前4世纪 \| 前3世纪 \| 前2世纪                                                                                         |
| 年代： | 前260年代 \| 前250年代 \| 前240年代 \| 前230年代 \| 前220年代 \| 前210年代 \| 前200年代                               |
| 年份： | 前236年 \| 前235年 \| 前234年 \| 前233年 \| 前232年 \| 前231年 \| 前230年 \| 前229年 \| 前228年 \| 前227年 \| 前226年 |
| 纪年： | 齊王建三十四年；趙幽繆王五年；魏景湣王十二年；韓王安八年；秦王政十六年；楚幽王七年；衛君角十一年；燕王喜二十四年      |

## 大事记
- 秦於今陝西省西安市臨潼區東北陰盤城置驪邑縣。
- 韓獻南陽地。九月，發卒受地於韓。
- 魏人獻地。
- 代地震，自樂徐以西，北至平陰；台屋牆垣太半壞，地坼東西百三十步。